# Cacatua moluccensis
Il cacatua crestasalmone (Cacatua moluccensis (Gmelin, 1788)) è un uccello della famiglia dei Cacatuidi, endemico dell'Indonesia.

## Descrizione
Il cacatua delle Molucche è lungo circa 50 cm ed è originario del Ceram e di altre isole dell'Arcipelago da cui prende il nome. Frequenta soprattutto le zone prossime alla costa dove fa spesso razzie nelle coltivazioni di palma da cocco. Si nutre di frutta, bacche ma anche di insetti. Nidifica sugli alberi, a molti metri di altezza dal suolo.

## Stato in natura
Il cacatua dalle creste salmone è una specie in pericolo di estinzione ed è stato inserito nell'Appendice I della CITES dal 1989, il che vieta il commercio internazionale di esemplari catturati in natura. Il commercio di esemplari allevati in cattività è consentito solo con la certificazione CITES appropriata. Il numero di individui è diminuito a causa della cattura illegale per il commercio di uccelli da gabbia e della perdita di habitat. Nel periodo di massima cattura di questa specie, oltre 6.000 esemplari venivano prelevati ogni anno dalla natura. Ha un'importante popolazione nel Parco nazionale di Manusela, sull'isola di Seram, sebbene ancora oggi si registrino episodi di cattura illegale.